# Oh My Ghostess

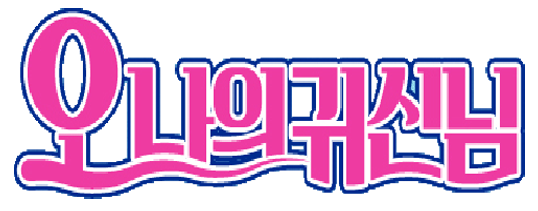
Image avec le nom du manga.

Oh My Ghostess (coréen : 오 나의 귀신님, O Naui Gwisinnim) est une série télévisée sud-coréenne diffusé en 2015 sur tvN.

## Synopsis
Na Bong Seon est une jeune fille à la personnalité extrêmement timide et n'ayant qu'une faible estime d'elle-même et pas d'amis proches. Elle est dotée de la faculté de voir des fantômes du fait d'une grand-mère chamane. Sun Ae est une fantôme déterminée à séduire autant d'hommes que possible en possédant le corps de diverses femmes, et elle trouvera la victime parfaite en la personne de Bong Seon, afin de combler le manque de romance dans la courte vie de celle-ci.
Kang Seon Wu est un chef arrogant par lequel elle est secrètement attirée. Il ne s'est toujours pas remis de la rupture avec son ex-petite amie, mais Bong Seon finit par attirer l'attention de celui-ci en se débarrassant de sa timidité et en changeant soudainement en une femme confiante et dynamique

## Distribution

### Personnages principaux
- Jo Jung-suk: Kang Sun-woo
- Park Bo-young: Na Bong-sun
- Kim Seul-gie: Shin Soon-ae
- Lim Ju-hwan: Choi Sung-jae

### Personnages secondaires
- Park Jung-ah: Lee So-hyung
- Shin Hye-sun: Kang Eun-hee
- Kang Ki-young: Heo Min-soo
- Choi Min-chul: Jo Dong-chul
- Kwak Si-yang: Seo Joon
- Oh Ui-sik: Choi Ji-woong
- Shin Eun-kyung: Jo Hye-young
- Lee Dae-yeon: Shin Myung-ho
- Lee Hak-joo: Shin Kyung-mo
- Lee Jung-eun

### Apparition exceptionnelle
- Jo Han-chul : Dr Hong